# Prvenstvo nogometnog podsaveza Titograd 1962./63.
"Prvenstvo Titogradskog nogometnog podsaveza" bila je liga četvrtog stupnja nogometnog prvenstva Jugoslavije u sezoni 1962./63. 
 Sudjelovalo je 6 klubova, a prvak je bila "Zeta" iz Golubovaca. 

## Ljestvica
| mj. | klub                               | ut. | pob. | ner. | por. | gol+ | gol- | bod |
| --- | ---------------------------------- | --- | ---- | ---- | ---- | ---- | ---- | --- |
| 1.  | Zeta Golubovci                     | 10  | 7    | 2    | 1    | 27   | 11   | 16  |
| 2.  | Zora Spuž                          | 10  | 6    | 2    | 2    | 30   | 14   | 14  |
| 3.  | Kom (Doljani – Titograd)           | 10  | 5    | 1    | 4    | 26   | 21   | 11  |
| 4.  | Grafičar Titograd                  | 10  | 3    | 1    | 6    | 19   | 41   | 7   |
| 5.  | Crvena stijena (Tološi – Titograd) | 10  | 1    | 4    | 5    | 20   | 23   | 6   |
| 6.  | Metalac Titograd                   | 10  | 2    | 2    | 6    | 15   | 27   | 6   |

- Titograd – tadašnji naziv za Podgoricu
- Doljani i Tološi – danas dio naselja Podgorica

## Rezultatska križaljka
| kratica | klub                               | CRVS | GRA | KOM | MET | ZETA | ZORA |
| --- | ---------------------------------- | ---- | --- | --- | --- | ---- | ---- |
| CRVS | Crvena stijena (Tološi – Titograd) |      |     |     |     |      |      |
| GRA | Grafičar Titograd                  |      |     |     |     |      |      |
| KOM | Kom (Doljani – Titograd)           |      |     |     |     |      |      |
| MET | Metalac Titograd                   |      |     |     |     |      |      |
| ZETA | Zeta Golubovci                     |      |     |     |     |      |      |
| ZORA | Zora Spuž                          |      |     |     |     |      |      |
| podebljan rezultat - utakmice od 1. do 5. kola (1. utakmica između klubova) rezultat normalne debljine - utakmice od 6. do 10. kola (2. utakmica između klubova) rezultat nakošen - nije vidljiv redoslijed odigravanja međusobnih utakmica iz dostupnih izvora rezultat nakošen i smanjen * - iz dostupnih izvora nije uočljiv domaćin susreta prekrižen rezultat - poništena ili brisana utakmica p - utakmica prekinuta 3:0 p.f. / 0:3 p.f. - rezultat 3:0 bez borbe n.i. - nije igrano |                                    |      |     |     |     |      |      |

 Izvori: 

## Unutrašnje poveznice
- Crnogorska republička nogometna liga 1962./63.